# Babaváró támogatás
A babaváró támogatás (más néven babaváró hitel) a negyedik Orbán-kormány 2019-es családvédelmi akciótervének része. A vonatkozó 44/2019. (III. 12.) Korm. rendelet a babaváró támogatásról 2019. jelent meg a Magyar Közlönyben. A támogatás egy maximum 10 millió forintos szabad felhasználású személyi kölcsön, 20 éves futamidőre. Gyermekek születésével a kölcsön kamatmentessé válik, vagy akár vissza nem térítendő támogatássá alakulhat át.

## Információk

### Az igénylés feltételei
A babaváró hitelt kizárólag olyan házaspárok igényelhetik, akiknél a feleség még nem töltötte be a 41. életévét, és mindkét házastárs magyarországi lakcímmel rendelkezik. A házastársak közül legalább egyiknek hároméves, folyamatos TB biztosítotti jogviszonnyal kell rendelkeznie. Kizáró ok a büntetett előélet, a negatív KHR-listán való szereplés és az 5000 forintnál magasabb NAV tartozás.

### A kamatmentesség és vissza nem térítendő támogatás feltételei
A babaváró hitel kamatmentes, ha a hitel felvételétől számított öt éven belül az igénylő házaspárnak legalább egy gyermeke születik. Az első gyerek születése után lehet kérvényezni a hiteltörlesztés három évre történő felfüggesztését is. A második gyermek születése után a kincstár a fennmaradó tőketartozás 30 százalékát elengedi, valamint lehet kérvényezni a hiteltörlesztés további három évre való felfüggesztését. A harmadik gyermek születése után elengedi az állam a teljes hátralévő tartozást, ezáltal a babaváró hitel vissza nem térítendő babaváró támogatássá válik.
A rendelet értelmében gyermeknek számítanak a magzatok a várandósság 12. hetétől és a közösen örökbefogadott gyermekek is.

### A babaváró támogatás visszafizetése
Ha az igénylés utáni öt éven belül nem születik legalább egy gyermek, az igénylőknek egy összegben vissza kell fizetni a teljes kamattámogatást 120 napon belül. A visszafizetendő kamattámogatás kiszámításakor mindig az aktuális állampapírok átlaghozamát veszik alapul. A fennmaradó tőketartozás fix kamatozású, piaci alapú személyi kölcsönné válik, melynek kamatát  szintén az állampapírok átlaghozamát határozza meg.
Felmentés igényelhető a kamattámogatás visszafizetése alól, ha az egyik igénylő házastárs elhalálozik, vagy a munkaképessége tartósan megváltozik. Szintén kérhető a felmentés, ha a házaspár egészségügyi okokból nem tudta teljesíteni a gyermekvállalást.

### Kritikák
A kritikák szerint a babaváró támogatás a legszegényebb rétegeken nem segít, mert náluk sokszor hiányzik a hároméves folyamatos TB-biztosítotti jogviszony. Például a közmunkát maximum egy évig lehet beszámítani a TB-biztosítotti jogviszonyba, a nappali tagozatos tanulói jogviszony a felsőoktatában viszont teljes mértékben beleszámít.

## 2024-ben érvényes feltételek
A babaváró támogatás feltételei 2024. januártól megváltoznak. A maximálisan felvehető hitelösszeg 10 millió forintról 11 millió forintra emelkedik, emellett az életkori feltételek is szigorodnak. A házaspár nőtagjának 18-30 év közöttinek kell lennie, 30-40 éves kor között csak abban az esetben tudják igényelni a támogatást, ha igazolják a várandósságot. 2025. januártól ez az átmeneti időszak véget ér, és a támogatás már csak azoknak a fiatal házaspároknak lesz elérhető, ahol a feleség még nem múlt el 30 éves.